# Pavle Jovanovic
Pavle Jovanovic (Toms River, 11 gennaio 1977 – 3 maggio 2020) è stato un bobbista statunitense.

## Biografia
Viene ricordato come vincitore di una medaglia di bronzo nella sua disciplina, vittoria avvenuta ai campionati mondiali del 2004 (edizione tenutasi a KöniEpgssee, Germania) insieme ai suoi connazionali Todd Hays, Bill Schuffenhauer e Steve Mesler
Nell'edizione l'oro e l'argento andarono alla nazionali tedesche.
Il 9 maggio 2020, l'ex compagno di squadra americano Steve Mesler ha annunciato che Jovanovic è morto per suicidio.